# Tętnice międzyżebrowe tylne

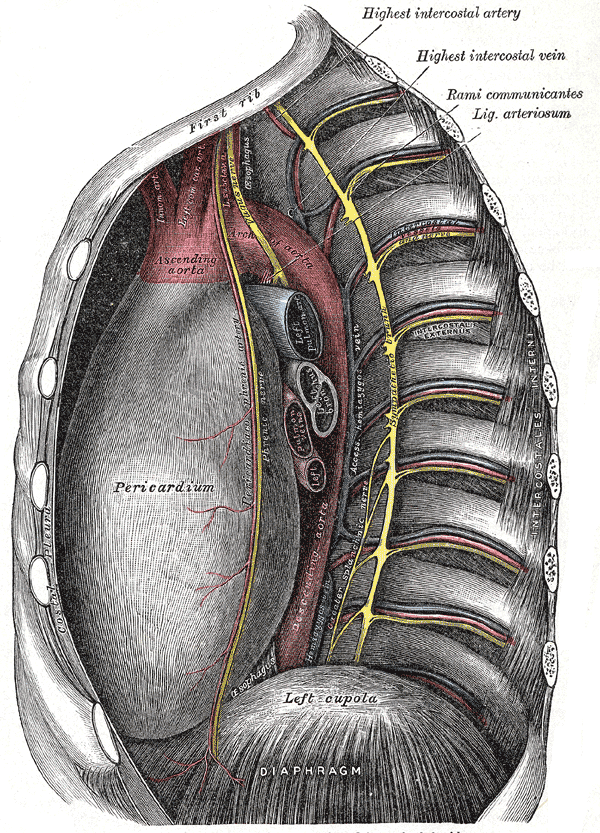
Naczynia i nerwy klatki piersiowej. Tętnice międzyżebrowe tylne widoczne w prawej części ilustracji, oznaczone czerwonym kolorem.

Tętnice międzyżebrowe tylne (łac. arteriae intercostales posteriores) – w anatomii człowieka grupa tętnic zaopatrujących tylną i boczną ścianę klatki piersiowej łącznie z opłucną ścienną (żebrową), a także odcinek piersiowy rdzenia kręgowego.
Zazwyczaj po każdej stronie ciała występuje jedenaście tętnic międzyżebrowych tylnych, przebiegających w przestrzeniach międzyżebrowych od pierwszej do jedenastej, od których tętnice te biorą swoją numerację. Tętnica międzyżebrowa tylna pierwsza i druga są gałęziami tętnicy międzyżebrowej najwyższej. Tętnice przebiegające w przestrzeniach międzyżebrowych od trzeciej do jedenastej (tętnice międzyżebrowe tylne III–XI) należą do gałęzi ściennych aorty piersiowej. Ich odpowiednikiem biegnącym pod dwunastym żebrem jest tętnica podżebrowa (dawniej nazywana tętnicą międzyżebrową tylną XII). 

## Przebieg
Górne tętnice odchodzące od aorty biegną skośnie ku górze, im niżej tym kąt odejścia zbliża się do prostego. Ze względu na lewostronne przesunięcie aorty prawe tętnice są dłuższe, leżą ku tyłowi od przełyku, przewodu piersiowego i oraz żyły nieparzystej, lewe zaś za żyłą nieparzystą krótką. Następnie przebieg tętnic obu stron jest jednakowy. Tętnica wchodzi do odpowiedniej przestrzeni międzyżebrowej początkowo między powięzią wewnątrzpiersiową a błoną międzyżebrową wewnętrzną. W okolicy kąta żebra wchodzi między mięsień międzyżebrowy wewnętrzny a mięsień międzyżebrowy zewnętrzny do bruzdy żebra. Biegnąc dalej w tej bruździe wchodzi między mięsień międzyżebrowy wewnętrzny a mięsień międzyżebrowy pośredni. W przedniej części oddala się od chrząstki żebrowej ku dołowi i dzieli się na gałęzie końcowe zespalające się z gałęziami międzyżebrowymi przednimi od tętnicy piersiowej wewnętrznej. Dolne tętnice międzyżebrowe, z przestrzeni międzyżebrowych niedochodzących do mostka, krzyżują łuk żebrowy i zaopatrują powłoki przedniej ściany jamy brzusznej (leżą między mięśniem skośnym wewnętrznym brzucha a mięśniem poprzecznym brzucha). Tętnice międzyżebrowe tylne odchodzące od tętnicy międzyżebrowej najwyższej mają podobny przebieg do wyżej opisanych tętnic odchodzących od aorty. 
Każdej z tętnic międzyżebrowych tylnych towarzyszą w jej przebiegu żyła międzyżebrowa tylna, nerw międzyżebrowy i naczynie chłonne, tworzące razem z nią powrózek naczyniowo-nerwowy przestrzeni międzyżebrowej. Tętnica leży w obrębie powrózka poniżej żyły, a nad nerwem, na większej części przebiegu będąc osłonięta przez żebro i chroniona w ten sposób przed urazami.

## Gałęzie
Tętnice międzyżebrowe tylne I i II (od tętnicy międzyżebrowej najwyższej) oddają blisko swojego początku gałęzie grzbietowe (rami dorsales), od których z kolei odchodzą gałęzie rdzeniowe (rami spinales) wchodzące do kanału kręgowego i unaczyniające jego ściany i rdzeń kręgowy, a także gałązki mięśniowe (rami musculares) unaczyniające mięsień prostownik grzbietu.
Każda z tętnic międzyżebrowych tylnych III–XI (od aorty piersiowej) oddaje następujące gałęzie:
- gałąź grzbietowa (ramus dorsalis) – odchodzi na dolnym brzegu głowy żebra i kieruje się ku tyłowi, oddając gałąź rdzeniową i końcowe gałęzie skórne. Jej gałęzie:
  - gałąź rdzeniowa (ramus spinalis) – wnika do kanał.u kręgowego przez otwór międzykręgowy, a następnie dzieli się na szereg gałązek zaopatrujących rdzeń kręgowy wraz z jego oponami.
  - gałąź skórna boczna (ramus cutaneus lateralis) – biegnie między mięśniem najdłuższym grzbietu a mięśniem biodrowo-żebrowym, które zaopatruje. W dolnej części grzbietu zaopatruje również skórę.
  - gałąź skórna przyśrodkowa (ramus cutaneus medialis) – silniejsza niż poprzednia, oddaje gałązki do wyrostków poprzecznych i kolczystych kręgów i więzadeł kręgosłupa. Biegnie między mięśniem najdłuższym grzbietu a mięśniem półkolcowym, do których oddaje również gałązki. Następnie przebija mięsień czworoboczny i oddaje gałązki końcowe do skóry grzbietu.
- gałąź poboczna (ramus collateralis), nazywana również gałęzią nadżebrową (ramus supracostalis) – odchodzi bocznie od kąta żebra, biegnie skośnie w dół do górnego brzegu leżącego poniżej żebra i rozgałęzia się w jego okostnej.
- gałąź skórna tylna (ramus cutaneus posterior) – odchodzi bocznie od guzka żebra, przebija mięsień międzyżebrowy zewnętrzny i mięsień biodrowo-żebrowy i zaopatruje leżącą ponad nimi skórę.
- gałąź skórna boczna (ramus cutaneus lateralis) – odchodzi na wysokości linii pachowej, przebija mięśnie międzyżebrowe pośredni i zewnętrzny i w pobliżu zębów mięśnia skośnego zewnętrznego brzucha wchodzi w tkankę podskórną dzieląc się na gałąź tylną biegnącą po bocznej ścianie klatki piersiowej i gałąź przednią biegnącą po przedniej ścianie klatki piersiowej (u kobiet zaopatruje również gruczoł sutkowy).
- gałązki skórne przednie (rami cutanei anteriores) – odchodzą od tętnic międzyżebrowych tylnych IV–VI zaopatrując gruczoł sutkowy i otaczającą go skórę.

W okresie laktacji gałązki zaopatrujące gruczoł mlekowy silnie się rozrastają.

## Zespolenia
Tętnice międzyżebrowe tylne wytwarzają wiele połączeń:
- między gałęziami sąsiednich tętnic międzyżebrowych tylnych i gałęzi tętnicy międzyżebrowej najwyższej oraz gałęziami tętnic podżebrowych
- między gałęziami tętnic międzyżebrowych tylnych tej samej pary
- z gałęziami międzyżebrowymi przednimi od tętnicy piersiowej wewnętrznej
- z gałęziami piersiowymi od tętnicy pachowej (tętnica piersiowa górna, gałęzie piersiowe tętnicy piersiowo-barkowej, tętnica piersiowa boczna), z którymi tworzą sieć tętniczą klatki piersiowej (rete thoracicum)
- między gałązkami do przepony i mięśni brzucha odchodzącymi od dolnych tętnic międzyżebrowych tylnych a gałęziami tętnicy mięśniowo-przeponowej, tętnicami przeponowymi górnymi, tętnicą przeponową dolną, tętnicą nabrzuszną górną i tętnicami lędźwiowymi.